# Distrikt Chirinos
Der Distrikt Chirinos liegt in der Provinz San Ignacio in der Region Cajamarca im Norden Perus. Der Distrikt besitzt eine Fläche von 354 km². Beim Zensus 2017 wurden 15.316 Einwohner gezählt. Im Jahr 1993 lag die Einwohnerzahl bei 12.999, im Jahr 2007 bei 13.525. Sitz der Distriktverwaltung ist die 1833 m hoch gelegene Ortschaft Chirinos mit 1731 Einwohnern (Stand 2017). Chirinos befindet sich 21 km südsüdöstlich der Provinzhauptstadt San Ignacio.

## Geographische Lage
Der Distrikt Chirinos befindet sich in der peruanischen Westkordillere südostzentral in der Provinz San Ignacio. Der Distrikt liegt zwischen den Flussläufen von Río Chinchipe im Nordosten und Osten und Río Tabaconas im Südosten.
Der Distrikt Chirinos grenzt im Südwesten und im Westen an den Distrikt La Coipa, im Nordwesten an den Distrikt San Ignacio, im Nordosten an den Distrikt San José de Lourdes, im Osten an den Distrikt Huarango sowie im Südosten an den Distrikt Bellavista (Provinz Jaén).

## Ortschaften
Neben dem Hauptort gibt es folgende größere Ortschaften im Distrikt:
- Balcones
- Cerezal
- Chulalapa
- Cordillera Andina
- El Corazon
- El Cruce
- El Tablon de Cunia
- Huacaruro
- Huarango Casado
- Indoamerica
- La Laguna
- La Lima
- La Palma
- La Tranca
- Lambayeque
- Nueva Esperanza
- Pacasmayo
- Puerto Tamborapa
- San Francisco
- San Pedro de Perico (1054 Einwohner)
- Santa Rosa
- Shimanilla